# 死亡鬼屋
《死亡鬼屋》是世嘉於1996年推出的一款以恐怖為主題的光槍射擊街機遊戲，是死亡鬼屋系列的第一款作品。玩家扮演湯瑪士·羅根和“G”兩位AMS特務，對抗瘋狂科學家庫里恩博士以及博士的不人道生化實驗下的產物。
從1990年代後期開始，《死亡鬼屋》與生化危機系列一起被認為是普及了喪屍射擊遊戲的推手，並在更廣泛的流行文化中將喪屍恐怖元素推展開來，從而在2000年代重新引起了人們對喪屍恐怖電影的興趣。《死亡鬼屋》還因引入了快速奔跑的喪屍而受到讚譽，這種喪屍在2000年代的喪屍電影和電子遊戲中流行起來。
該遊戲的重製版本於2022年4月7日在Nintendo Switch上發布。

## 遊戲玩法
《死亡鬼屋》作為一款光槍射擊遊戲，玩家以使用光槍（在PC中則為滑鼠）瞄準和射擊畫面上的的喪屍來擊退牠們。主角的手槍使用可容納6發子彈的彈匣；玩家通過射擊螢幕外部來重新填彈。當玩家受到傷害或射擊人質時，會扣除生命值，失去所有生命值時會出現詢問繼續畫面。如果玩家不进行续币（街机版）或耗盡了繼續次數（PC版及主机版），則遊戲結束。整個遊戲過程中提供急救包，可以恢復生命值；有些可以從獲救的人質中獲得，而另一些則隱藏在場景中的可擊碎物品中。特殊物品亦可在可擊碎物品中找到，向擊破它們的玩家提供獎勵。玩家可以在每個關卡結算時，根據獲救的人質數量，獲得額外的恢復生命值。
在整個遊戲過程中，玩家會面臨許多情況，玩家的決策將對遊戲的前進方向產生影響。如在遊戲首關，人質即將從橋上被怪物扔下而死。如果玩家救了人質，路線將直接從前門進入房屋；但是如果玩家未能營救人質，路線將被設定為向下穿越下水道。如果玩家解救了所有人質，一個充滿生命和獎金的秘密房間會在遊戲結束時出現。玩家亦可以通過射擊敵人頭部和解救人質來獲得額外積分。

## 劇情
著名生物基因學家羅伊·庫里恩開始癡迷於人類生死領域的研究，在他的科研集團DBR公司研究團隊的幫助下，庫里恩徹夜不眠地開發讓人類克服死亡的藥方，但過程同時導致庫里恩喪盡天良。1998年12月18日，庫里恩的研究成果產生副作用，讓實驗對象轉變成具有攻擊性的喪屍，庫里恩因此變得更加瘋狂，在他位於歐洲進行研究的官邸裡蓄意爆發病毒作為實驗。
庫里恩釋出大量喪屍屠殺官邸的研究員們，當中的女職員蘇菲·理查茲向他的未婚夫、身為AMS特務的湯瑪士·羅根打出求救電話。听闻消息后的羅根為了拯救愛人而和搭檔「G」來到官邸。兩者目睹庫里恩放出的大量恐怖喪屍，一位重傷的研究員於臨死之際交給他們一本記載庫里恩所有成果的詳細資料及弱點的日記。羅根和G於廣場上找到蘇菲，但一隻類似蝙蝠的翅膀生物「倒吊人」突然間將蘇菲抓走，兩人合作在官邸各處殲滅喪屍、營救受困的研究員後，在一間房間裡找到蘇菲。但這時冒出一隻拿著大斧的巨大強化士兵「戰車」，羅根和G照著弱點將牠打倒後，蘇菲卻因重傷而昏過去看似身亡。
憤怒的羅根與G突破重重障礙，在一座屋頂上找到重遇倒吊人，兩人將牠打敗後目睹牠墜下樓。庫里恩最終現身於他們兩人面前，並放出第三隻成果「隱者」，一隻類似螃蟹的巨大八爪蜘蛛。殺死隱士後，兩人繼續往官邸深處走，又一次打敗被庫里恩復活的戰車和倒吊人後，在一間巨大研究室裡遇見走投無路的庫里恩。不死心的庫里恩啟動他的傑作「魔術師」，一隻能夠自由操縱火焰的類人生物，但魔術師啟動後卻拒絕聽命於任何人，發射火焰殺死自己的創造者庫里恩。羅根和G在官邸盡頭與魔術師展開最終決戰。在兩人的努力攻擊之下，魔術師最終被打敗而爆炸死去。達成任務的羅根和G順著進來的路線一路回到官邸大門口。

### 不同結局
遊戲最後會依玩家獲得的分數出現不同結局。若玩家獲得高分，兩人會在入口處重逢平安無事的蘇菲，三人一起離開官邸；此結局被稱作「真結局」。而普通結局是羅根和G離開前並沒有遇到蘇菲，兩人在未知蘇菲生死的情況下離開。另外一個結局是羅根和G離開前遇到蘇菲，但發現她已經死去變成喪屍。

## 市場反應
在日本，Game Machine在1997年5月1日的發行中將《死亡鬼屋》列為本月第二成功的專用街機遊戲。遊戲在海外也很受歡迎，並繼續蟬聯1998年日本收入最高的專用街機遊戲。到1998年，《死亡鬼屋》已在全球售出8,600台街機機台，其中日本1,600台，海外7,000台。